# Liste der Monuments historiques in Roissy-en-France
Die Liste der Monuments historiques in Roissy-en-France führt die Monuments historiques in der französischen Gemeinde Roissy-en-France auf.

## Liste der Bauwerke
| Bezeichnung          | Beschreibung              | Standort | Kennzeichnung | Schutzstatus | Datum | Bild           |
| -------------------- | ------------------------- | -------- | ------------- | ------------ | ----- | -------------- |
| Schloss Les Caramans | Erbaut im 18. Jahrhundert | (Lage)   | PA00080185    | Inscrit      | 1925  | weitere Bilder |
| Kirche St-Éloi       | Erbaut im 16. Jahrhundert | (Lage)   | PA00080186    | Classé       | 1942  | weitere Bilder |

## Liste der Objekte

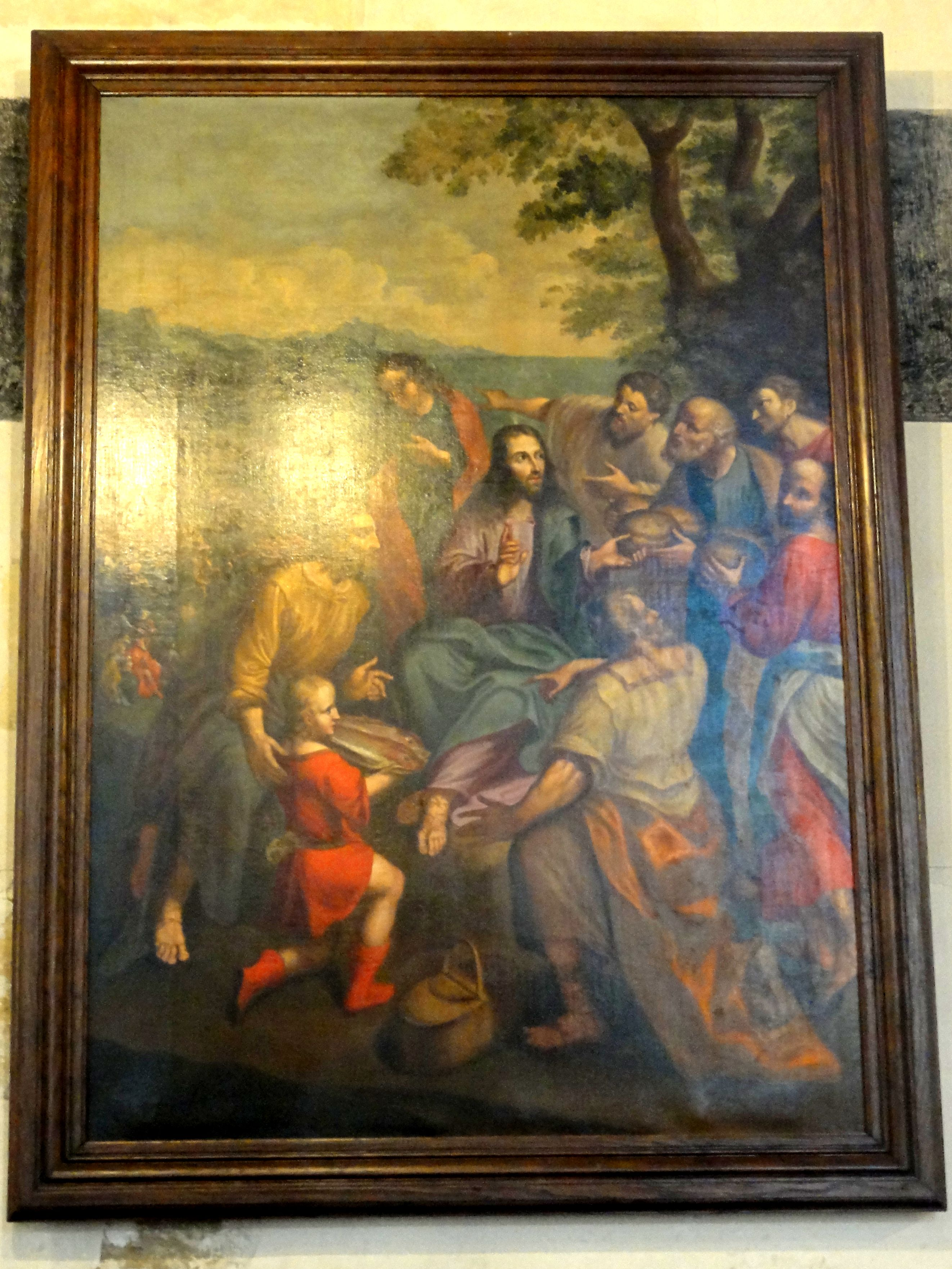
Ölgemälde Die wundersame Brotvermehrung (17. Jahrhundert) in der Kirche St-Éloi

- Monuments historiques (Objekte) in Roissy-en-France in der Base Palissy des französischen Kultusministeriums